# Brain Drill
A Brain Drill technikás death metalt játszó együttes, mely 2005-ben alakult Kaliforniában. Eddig két nagylemezt jelentettek meg a Metal Blade kiadónál. A zenekar alapítója Dylan Ruskin gitáros, aki fő dalszerző is egyben.

## Pályafutás
A Brain Drill eredetileg egy projektként indult, melyet Dylan Ruskin gitáros hozott létre 2005-ben. Ő ekkoriban egy Burn at the Stake nevű dallamos thrash/death metal formációban is játszott.
Ruskin célja egy olyan death metal zenekar megalapítása volt, mely a brutalitás mellett, a technikás hangszerkezelést is előnyben részesíti, ezért felkereste a színtér egyik leggyorsabban játszó dobosát, Marco Pitruzellát, aki korábban a Vile, a Vital Remains, és a The Faceless mellett még rengeteg extrém metal zenekarban dobolt. Néhány hónapos jammelés után csatlakozott hozzájuk Steve Rathjen énekes.
Ezután a trió Zack Ohren producer segítségével felvette a 6 számos The Parasites demót, mely 2006 májusában jelent meg. Marco 500 dollárt kapott a felvételekért, de annyira megtetszett neki a zene, hogy teljes értékű tagként maradt a zenekarban. Ezt követően Rathjen elhagyta a zenekart, helyére Andre Cornejo került.
Később Jeff Hughell basszusgitáros csatlakozott hozzájuk, aki korábban a Vile tagja volt. A demó megjelenését követően a Job for a Cowboy és a Cannibal Corpse nyitózenekaraként kaptak meghívást, ezért Steve Rathjen gyorsan visszatért, hogy újra a zenekar énekese legyen.
A demó hatalmas feltűnést keltett, napi 15-20 ezren hallgatták meg a csapat myspace oldaláról. Alex Webster is felfigyelt a zenekarra, majd felhívta rájuk a Metal Blade Records figyelmét is. A zenekar 2007-ben szerződött az új kiadóval.
Zack Ohren producerrel készült el az Apocalyptic Feasting névre keresztelt debütalbum, mely 2008. február 5-én jelent meg, rajta a demó összes dalával és további négy szerzeménnyel. Az albumot a Metal Blade kiadó egy Alex Webstertől kölcsönvett mondattal reklámozta.
| „              | A grind színtéren évek óta nem bukkant fel ilyen extrém és különleges zenekar! Rendesen elb...ott beteg zene. | ” |
| – Alex Webster | |   |

Az album nemcsak szélsőséges brutalitásával, de a zenészek technikás hangszerkezelése révén is feltűnést keltett az underground metal körökben.[forrás?] A kritikák gyakran emlegették úgy a Brain Drill zenéjét, mint a Cannibal Corpse és a Psyopus zenei világának ötvözete.
Marco Pitruzzella és Jeff Hughell néhány koncert után kilépett a zenekarból.
Ruskin közzétett egy nyilatkozatot a zenekar myspace oldalán, mely nem zárta ki a feloszlás lehetőségét sem.
A zenekar azonban megcáfolta a plelykákat, nekiálltak dobost és basszusgitárost keresni.
Ron Casey dobos és Ivan Munguia basszusgitáros lettek az új tagok, így a zenekar már velük rögzítette a második albumot. A készülő lemezről egy dalt (Monumental Failure) hozzáférhetővé tettek a myspace oldalukon is.
A teljes nagylemez végül 2010 májusában Quantum Catastrophe címmel jelent meg, mely folytatta az elődje által megkezdett brutális és technikás death metal irányvonalat. Videóklip a Beyond Bludgeoned című dalhoz készült.
2019-ben az együttes feloszlott.

## Tagok
- Dylan Ruskin – gitár (2005–napjainkig)
- Steve Rathjen – ének (2005–napjainkig)
- Ron Casey -  dob (2009–napjainkig)
- Ivan Munguia – basszusgitár (2008–napjainkig)

### Korábbi tagok
- Marco Pitruzzella – dobos (2005–2008)
- Andre Cornejo – énekes (csak koncerten) (2006)
- Jeff Hughell – basszusgitáros (2006–2008)
- Joe Bondra – dobos (csak koncerten) (2009)
- Jamie Zoethout - dobos (csak koncerten) (2009)

## Diszkográfia
- The Parasites (demó, 2006)
- Apocalyptic Feasting (2008)
- Quantum Catastrophe (2010)